# Gare de Tamagawa-Jōsui
La gare de Tamagawa-Jōsui (玉川上水駅, Tamagawa-Jōsui-eki) est une gare ferroviaire située à cheval entre Tachikawa et Higashiyamato, à Tokyo au Japon. La gare est exploitée par les compagnies Seibu et Tokyo Tama Intercity Monorail.

## Situation ferroviaire
La gare est située au point kilométrique (PK) 7,2 de la ligne Seibu Haijima et au PK 1,5 du monorail Tama Toshi.

## Historique
La gare est inaugurée le 15 mai 1950.

## Service des voyageurs

### Accueil
La gare dispose d'un bâtiment voyageurs, avec guichets, ouvert tous les jours.

### Desserte
- Ligne Seibu Haijima :
  - voie 1 : direction Haijima
  - voie 2 : réservé à la descente

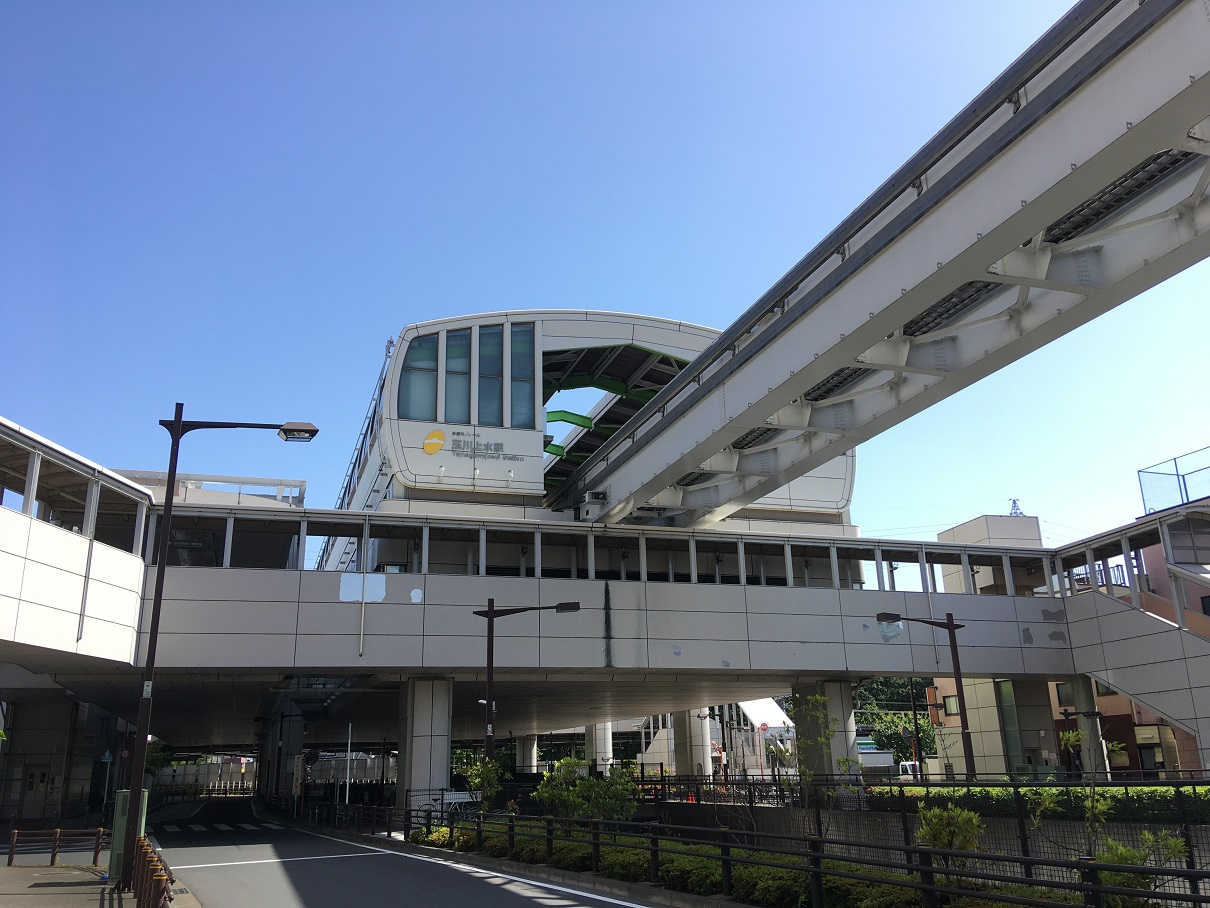
Gare du monorail Tama Toshi.

  - voies 3 et 4 : direction Kodaira et Seibu-Shinjuku

- Monorail Tama Toshi :
  - voie 1 : direction Kamikitadai
  - voie 2 : direction Tama-Center